# Vinogradovs sats
Inom talteori är Vinogradovs sats ett resultat av vilket följer att varje godtyckligt stort udda heltal kan skrivas som summan av tre primtal. Den är en svagare form av Goldbachs svaga förmodan, som säger att en sådan representation existerar för alla udda tal större än fem. Satsen är uppkallad efter Ivan Matveyevich Vinogradov som bevisade den på 1930-talet.

## Satsen
Låt A vara ett positivt reellt tal. Då är
{\displaystyle r(N)={1 \over 2}G(N)N^{2}+O\left(N^{2}\log ^{-A}N\right)}
där
{\displaystyle r(N)=\sum _{k_{1}+k_{2}+k_{3}=N}\Lambda (k_{1})\Lambda (k_{2})\Lambda (k_{3}),}
där {\displaystyle \Lambda } är Mangoldtfunktionen och
{\displaystyle G(N)=\left(\prod _{p\mid N}\left(1-{1 \over {\left(p-1\right)}^{2}}\right)\right)\left(\prod _{p\nmid N}\left(1+{1 \over {\left(p-1\right)}^{3}}\right)\right).}